# Lipickie Mokradła
Lipickie Mokradła este o arie protejată (sit de importanță comunitară — SCI) din Polonia întinsă pe o suprafață de 369,51 ha, integral pe uscat.

## Localizare
Centrul sitului Lipickie Mokradła este situat la coordonatele 51°50′24″N 18°29′06″E / 51.84°N 18.4851°E.

## Înființare
Situl Lipickie Mokradła a fost declarat sit de importanță comunitară în octombrie 2009 pentru a proteja 1 specie de animale.

## Biodiversitate
Situată în ecoregiunea continentală, aria protejată conține 5 habitate naturale: Pajiști cu Molinia pe soluri calcaroase, turboase sau argilos-nămoloase (Molinion caeruleae), Fânețe de joasă altitudine (Alopecurus pratensis, Sanguisorba officinalis), Mlaștini turboase de tranziție și turbării mișcătoare, Mlaștini calcaroase cu Cladium mariscus și specii de Caricion davallianae, Păduri aluvionare cu Alnus glutinosa și Fraxinus excelsior (Alno-Padion, Alnion incanae, Salicion albae).
La baza desemnării sitului se află o specie protejată de  amfibieni: buhai de baltă cu burta roșie (Bombina bombina).